# Rivolta d’Adda
Rivolta d’Adda (lombardul: Riólta d'Àda) település Olaszországban, Lombardia régióban, Cremona megyében. Lakosainak száma 8199 fő (2023. január 1.). Rivolta d’Adda Agnadello, Arzago d’Adda, Casirate d’Adda, Cassano d’Adda, Comazzo, Merlino, Spino d’Adda, Truccazzano és Pandino községekkel határos.

## Népesség
A település lakossága az elmúlt években az alábbi módon változott:
| Lakosok száma | 8069 | 8133 | 8140 | 8199 |
|               | 2013 | 2017 | 2018 | 2023 |